# Stephanie Guiot du Ponteil
Stephanie Guiot du Ponteil, geborene Stephanie von Froelich (* 16. Februar 1830 in Augsburg; † 11. Dezember 1886 ebenda) war eine deutsche Stifterin und Philanthropin.

## Leben und Wirken
Ihr Vater war der Bankier Albert von Froelich, ihre Mutter Laura von Schaezler. Sie hatte noch drei jüngere Geschwister, die früh verstarben. Demzufolge war sie Alleinerbin des immensen Froelich’schen Vermögens.  Im Alter von 19 Jahren heiratete Stephanie von Froelich, die bereits mit viereinhalb Jahren ihre Mutter verlor, den katholischen Gutsbesitzer Graf Alexander Guiot du Ponteil. Der tolerante Vater hatte in die konfessionsverschiedene Ehe, die kinderlos blieb, bewilligt. 
Nach dem Tode ihres Mannes (1879) übersiedelte die Gräfin vom Gut Thürnhofen bei Feuchtwangen nach Augsburg zurück. In Thürnhofen hatte die Gutsherrin eine Stiftung für Pfarrerswitwen ins Leben gerufen. In ihrer Geburtsstadt engagierte sich die Gräfin ehrenamtlich in sozial-diakonischer Arbeit. Beispielsweise unterhielt sie neben anderen kleinen Stiftungen evangelische Bethäuser in Lechhausen, Oberhausen und Pfersee. Bereits 1876 errichtete die Adelige nach dem Tode ihres Vaters (1875) die mit 69.000 Mark dotierte Albert von Froelich’sche Krankenstiftung. Vier Jahre später sorgte die Gräfin dafür, dass arme und mittellose Kranke, insbesondere Arbeiterfrauen, mit Hilfe der Stiftung Graf du Poteil’sches Freibett die nötige ärztliche Hilfe und Unterstützung erhielten. Jedes Jahr zu Weihnachten nahm sie sich armer und verwaister Kindern an, die sie verköstigte und neu einkleidete.

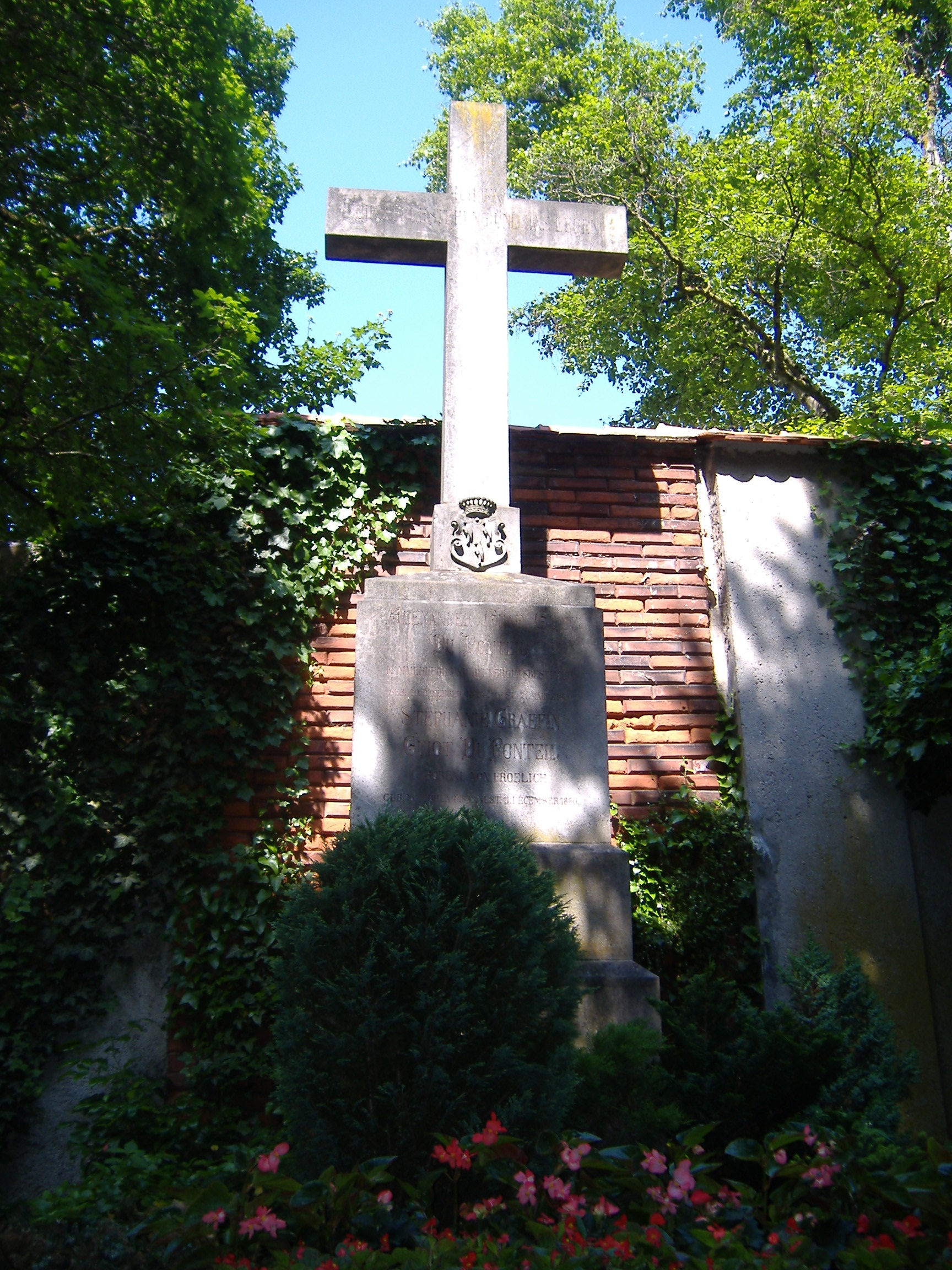
Grabstätte der Gräfin auf dem Protestantischen Friedhof in Augsburg

Die Gräfin starb am 11. Dezember 1886 im Alter von 56 Jahren. Sie wurde auf dem Protestantischen Friedhof in Augsburg beigesetzt, wo ihr Grab erhalten ist.

## Nachlass
Ihr Vermögen stiftete die Gräfin der Diakonissenanstalt in Augsburg. Diese erwarb damit das Froelich’sche Gartengut in der Nähe des Augsburger Bahnhofs und errichtete darauf von 1891 bis 1893 den Neubau der Diakonissenkrankenhauses. 
Auf ihren Wunsch hin wurde unmittelbar nach ihrem Tode die Gräfliche von Guiot du Poteil’sche Stiftung zur Unterstützung armer Waisenkinder (heute: bedürftiger Menschen) ins Leben gerufen. Das jährlich dafür vorgesehene Budget wird durch die Oberin der Evangelischen Diakonissen verteilt.